# مارک هاستر
مارک هاستر (آلمانی: Marc Huster; ۱ ژوئیهٔ ۱۹۷۰) وزنه‌بردار اهل آلمان بود.
وی در مسابقات کشوری و بین‌المللی در مجموع برندهٔ ۴ مدال طلا، ۵ مدال نقره، ۱ مدال برنز شده‌است.